# Arc venos dorsal al piciorului
Arcul venos dorsal al piciorului este o venă superficială care leagă vena safenă mică și vena safenă mare. Anatomic, este definit ca locul în care venele dorsale din prima și respectiv a cincea falangă întâlnesc marea venă safenă și vena safenă mică. 
De obicei, este destul de ușor de palpat și vizualizat (dacă pacientul este desculț). Acesta este superior oaselor metatarsiene aproximativ la jumătatea distanței dintre articulația gleznei și articulațiile falangiene metatarsiene. 

## Imagini suplimentare

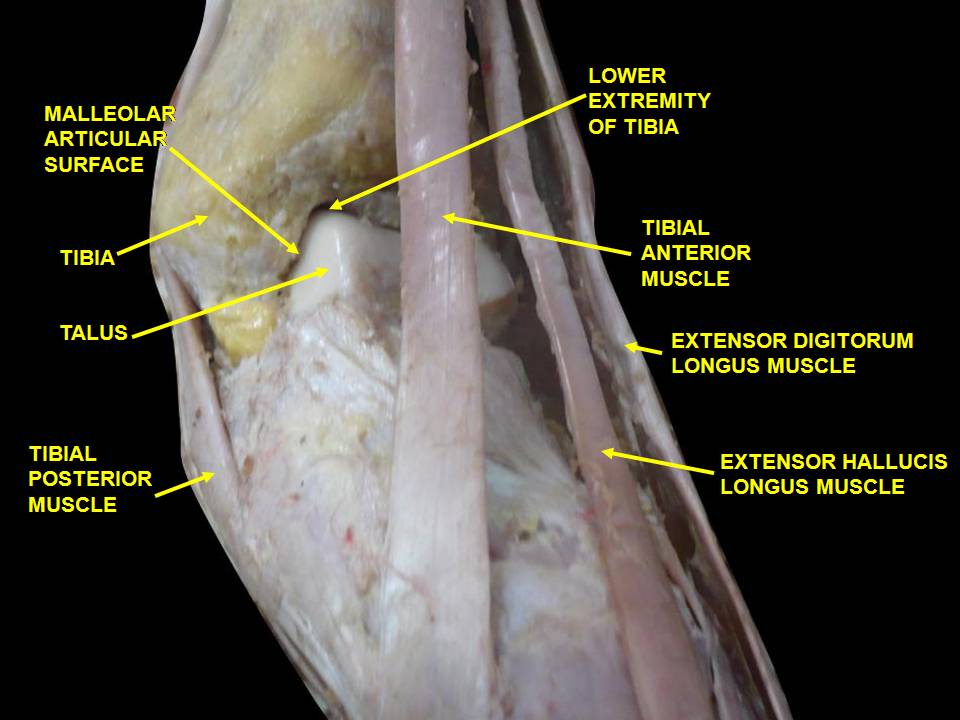
Dorsul piciorului. Articulația gleznei. Disecție profundă
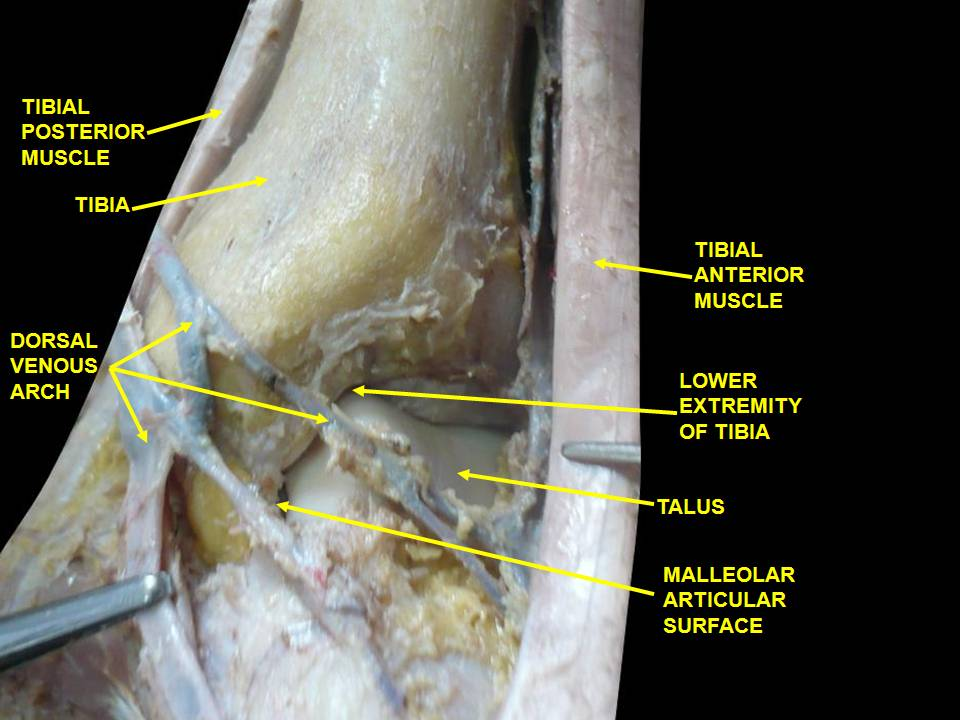
Dorsul piciorului. Articulația gleznei. Disecție profundă.